# Xalet de Josep Aleñá
El Xalet de Josep Aleñá és un edifici del municipi de Sant Cugat del Vallès (Vallès Occidental) que forma part de l'Inventari del Patrimoni Arquitectònic de Catalunya.
L'edifici situat al número 1 del Passeig de la Floresta és un edifici tipus xalet amb morfologia tradicional. De planta quadrada, té dues plantes i soterrani, i un jardí a nivell de planta baixa. Destaquen els elements decoratius i ornamentals noucentistes com les majòliques. També és característic el fris de totxos, les mènsules de la cornisa i els remats de ceràmica vidriada amb blau. A la plaça de Miquel Ros s'hi obra una balustrada. La coberta és a dues aigües amb cornisa i faldó truncat.